# Sinfonietta « La Jolla »
La Sinfonietta « La Jolla » pour piano et orchestre de chambre, H. 328 est une œuvre de Bohuslav Martinů composée en 1950, entre ses deux dernières symphonies.
Elle a été commandée par la société musicale de la ville américaine de La Jolla, d'où son nom.

## Mouvements
1. Poco allegro
2. Largo
3. Allegro

## Discographie
- L'Orchestre philharmonique royal de Liverpool dirigé par Walter Weller (EMI).
- L'Orchestre de chambre de Saint-Paul dirigé par Christopher Hogwood (Decca).
- L'Orchestre national de France dirigé par James Conlon en 1991 (Erato).